# Groombridge 1618
格龙布里奇 1618是位於大熊座的一顆恆星。它的視星等為+6.6，處於或低於普通觀察者肉眼可見恆星的閾值。它距離地球相對較近，距離為15.89光年（4.87光年）。這是一顆光譜類型為K7.5 Ve的主序星，質量僅為太陽的67% 。

## 特性
Stephen Groombridge
格龙布里奇 1618的恆星分類為K8V，這意味著它是一顆K型主序星，通過在其核心聚變氫來產生能量。它的質量是太陽的67%，半徑是太陽的61%， 但輻射的能量只有太陽的15%，可見光光譜中的能量也只有太陽的 4.6% 。恆星光球層的有效表面溫度約為 4,000 K，呈現橙色。
它也是磁場強度為 750 G 的天龍座BY型變星。色球相對不活躍 並產生可與太陽耀斑媲美的星斑。然而，像UV Ceti一樣，它已被觀察到作為耀星經歷了光度的增加。a

## 行星搜索
紅外空間天文台對這顆恆星的過量紅外輻射的搜索結果是否定的，這意味著格龙布里奇 1618附近沒有碎片盤（例如織女星）。 然而，使用赫雪爾太空望遠鏡進行的觀測顯示存在低溫碎片盤。數據可以用溫度低於 22 K 的粗糙、高反射性塵埃環模擬，環繞主恆星至少51個天文單位。 如果這顆星確實有伴星，天體測量測量結果似乎將 3-12 倍木星質量的上限置於這樣一個假設的物體上（軌道周期在 5-50 年的範圍內）。
觀測結果傾向於將周期為 122天的單個顯著物體作為行星物體，其最小質量是木星的 4 倍。這顆候選行星從未得到證實，作者發現的信號可能是由於恆星年輕時的內在恆星活動。如果得到證實，這顆行星將位於恆星的宜居帶內。 
2010 年使用配備自適應光學系統的多鏡面望遠鏡對該系統進行的檢查未能檢測到行星伴星。
這顆恆星的宜居帶定義為類地行星上可能存在液態水的區域，半徑為0.26–0.56個天文單位，其中1個天文單位是地球到太陽的平均距離。
根據美國宇航局戈達德太空飛行中心的分析，這顆恆星是附近五顆K型恆星之一，屬於類太陽恆星和M型恆星之間演化生命可能性的“最佳點”。

## 外部連結
- . Sol Company.   [2007-06-24]. （原始内容存档于2012-05-11）.
- . Astronomisches Rechen-Institut.   [2007-06-24]. （原始内容存档于2007-06-10）.